# Lista Consumatori
La Lista Consumatori è stato un partito politico italiano fondato nel 2004, in stretta collaborazione con il Codacons, al fine di tutelare le istanze dei consumatori.
Dopo il debutto elettorale, la lista dal 2005 aderì alla coalizione del centrosinistra italiano, l'Unione, riuscendo a eleggere un senatore nelle elezioni politiche in Italia del 2006.

## Storia

### La nascita
La Lista Consumatori nasce a opera del fondatore del Codacons Carlo Rienzi nel 2004, ispirandosi allo statunitense Ralph Nader.
La lista compie il suo debutto elettorale in occasione delle elezioni europee del 2004, quando raccoglie complessivamente 160 000 voti (lo 0,5% su scala nazionale, con una punta più elevata nelle isole), senza ottenere alcun europarlamentare.

### L'ingresso nell'Unione e le elezioni
Alle elezioni regionali del 2005 la Lista Consumatori si presenta in maniera differente nelle diverse regioni al voto:
- in Liguria, Lazio, Piemonte nella coalizione di centrodestra della Casa della libertà;
- in Veneto (lista Carraro Presidente), Campania (nell'Italia dei Valori), Basilicata (nei Verdi), Calabria (lista autonoma) nella coalizione di centrosinistra dell'Unione;
- in Emilia-Romagna autonomamente dai due maggiori schieramenti.

La Lista Consumatori entra successivamente a far parte della coalizione di centrosinistra dell'Unione, sostenendo la candidatura di Romano Prodi alle elezioni primarie del 2005.
Il movimento si presenta quindi alle elezioni politiche del 2006, accogliendo in lista e nel simbolo la Democrazia Cristiana di Giuseppe Pizza e il movimento "Doveri Civici", presentandosi in 11 circoscrizioni per l'elezione della Camera dei deputati e in 8 regioni per l'elezione del Senato della Repubblica. Le liste accolgono al proprio interno anche personaggi indipendenti, come Vittorio Sgarbi, mentre in Calabria nella lista si presentano gli esponenti del Partito Democratico Meridionale, movimento fondato in quella medesima circostanza dal presidente della Regione Agazio Loiero, in rottura con la Margherita.
Il movimento ottiene 73 000 voti alla Camera e 72 000 al Senato, attestandosi sulla media dello 0,2%; in Calabria riesce a superare il 5% e, grazie alla legge elettorale funzionante su base regionale, a eleggere un senatore, Pietro Fuda, ex presidente della Provincia di Reggio Calabria ed esponente del Partito Democratico Meridionale.

### La polemica sul comma Fuda
Ben presto Fuda rompe però con la Lista Consumatori, prima formando nel gruppo misto la componente Partito Democratico Meridionale senza alcun richiamo alla lista di elezione, poi innescando una lunga polemica con i dirigenti della lista, che poco tempo dopo lo disconosceranno come loro rappresentante.
La situazione si acuisce alla fine del 2006, quando Fuda è autore dell'introduzione di un comma - in fase di costituzione della legge finanziaria - che attenuava le pene per i reati contabili. Il comma fu, quasi immediatamente, abrogato da un decreto legge del Consiglio dei ministri, ma la Lista Consumatori prese le distanze dal senatore criticandone duramente l'operato.
Fuda, in un intervento su un quotidiano nazionale, parlò della Lista Consumatori come di "quattro scimuniti", attirandosi una querela per diffamazione aggravata, con la richiesta di 1 milione di euro per l'accostamento fatto tra l'emendamento e il nome del movimento più 1 milione di euro per la diffamazione.

### Sviluppi successivi
Il partito decide di non presentarsi alle elezioni politiche del 2008. Per le elezioni europee del 2009, invece, si presenta all'interno dei Liberal Democratici: per la Lista Consumatori è candidata Eva Baldassini nella circoscrizione Italia nord-orientale; non ottiene comunque alcun seggio.
La lista è rimasta in seguito attiva per un po' a livello locale, soprattutto in Emilia-Romagna e in Calabria.

## Ideologia
La Lista Consumatori si presentava come un movimento per la tutela dei diritti dei consumatori; tra le proposte che sosteneva c'erano la necessità di un sistema di liberalizzazioni che potesse contribuire ad aumentare il più possibile la concorrenza, l'abolizione dei privilegi per le categorie sociali e gli ordini professionali, l'adozione della class action.

## Risultati elettorali
| Elezione       | Elezione                | Voti   | %       | Seggi   |
| -------------- | ----------------------- | ------ | ------- | ------- |
| Europee 2004   | 160 066                 | 0,49   | 0 / 78  |         |
| Politiche 2006 | Camera                  | 73 751 | 0,19    | 0 / 630 |
| Senato         | 72 199                  | 0,21   | 1 / 315 |         |
| Europee 2009   | nei Liberal Democratici | 0 / 72 |         |         |